# Grammoechus leucosticticus
Grammoechus leucosticticus är en skalbaggsart som först beskrevs av Stefan von Breuning 1936.  Grammoechus leucosticticus ingår i släktet Grammoechus och familjen långhorningar. Inga underarter finns listade i Catalogue of Life.